# Округ Јуба (Калифорнија)
Јуба (енгл. Yuba County) је округ у америчкој савезној држави Калифорнија.

## Демографија
По попису из 2010. године број становника је 72.155, што је 11.936 (19,8%) становника више него 2000. године.
| Група             | 2000.          | 2010.          |
| Белци             | 39.320 (65,3%) | 42.416 (58,8%) |
| Афроамериканци    | 1.904 (3,2%)   | 2.361 (3,3%)   |
| Азијати           | 4.519 (7,5%)   | 4.862 (6,7%)   |
| Хиспаноамериканци | 10.449 (17,4%) | 18.051 (25,0%) |
| Укупно            | 60.219         | 72.155         |